# Astragalus wetherillii
Astragalus wetherillii är en ärtväxtart som beskrevs av Marcus Eugene Jones. Astragalus wetherillii ingår i släktet vedlar, och familjen ärtväxter. Inga underarter finns listade i Catalogue of Life.